# 컨트롤 데이터 코퍼레이션
컨트롤 데이터 코퍼레이션(Control Data Corporation, CDC)은 메인프레임이자 슈퍼컴퓨터 회사였다. CDC는 1960년대 대부분의 기간 동안 미국의 9개 주요 컴퓨터 회사 중 하나였다. 나머지는 IBM, Burroughs Corporation, DEC, NCR 코퍼레이션, 제너럴 일렉트릭, 허니웰, RCA (기업) 및 유니박이었다. CDC는 당시 업계 전반에 걸쳐 잘 알려져 있었고 높은 평가를 받았다. 1960년대 대부분 동안 시모어 크레이(Seymour Cray)는 CDC에서 근무하면서 1970년대에 크레이 리서치(Cray Research, CRI)를 설립하기 위해 회사를 떠날 때까지 세계에서 가장 빠른 컴퓨터인 일련의 기계를 개발했다. 1980년대 초반 수년간의 손실을 겪은 후 1988년 CDC는 컴퓨터 제조 사업을 떠나 회사의 관련 부품을 매각하기 시작했으며, 이 과정은 1992년 컨트롤 데이터 시스템(Control Data Systems, Inc.)의 설립으로 완료되었다.